# 山羊座の友人
『山羊座の友人』（やぎざのゆうじん）は、乙一による日本の短編小説。2011年9月に『ファウスト』（講談社）vol.8で掲載された。2015年6月、短編集『メアリー・スーを殺して』（朝日新聞出版）に収録。2014年10月より漫画版が連載された。

## あらすじ
男子高校生・松田ユウヤの家のベランダには、落ち葉に交じって不思議な物が風に乗って流れ着く。漂流物の中にはオーパーツや生きた子犬、存在しない暦のアルバムなど、異世界から迷い込んだようなものまであった。9月25日木曜の朝、松田はベランダで「10月2日」付の新聞の切れ端を見つける。
松田のクラスメイト・本庄ノゾミは不思議なベランダに興味を持ち、松田とよく漂流物のことを話していた。松田の学年には金城アキラという凶悪な不良がいて、若槻ナオトという他の男子生徒に対し凄惨ないじめを行っていた。金城には女性への暴行を仄めかすような噂もあり、他の生徒たちは金城を恐れ、誰も若槻を助けようとはしなかった。
夜、松田は買い物から帰る途中に若槻から声をかけられる。軽い会話の後、若槻は松田に対して金城を殺したことを仄めかし、2人は別れようとする。しかし、松田は若槻の命を救うことを決心し、行動を共にする。朝に松田が見つけた「10月2日」付の新聞には、9月25日に松田の暮らす市で同じ年の少年が殺されること、10月2日までに殺された少年の同級生が殺人容疑を認め自殺することが書かれていた。

## 登場人物

### 主要人物
松田 ユウヤ（まつだ ユウヤ）
本作の主人公・語り手。高校1年生の少年。
両親と一緒に暮らしている。彼の自室には不思議なものが漂流してくるベランダがある。金城から執拗にいじめられる若槻を気に留めていたが見て見ぬふりをしており、そのことに罪悪感を持っていた。
若槻 ナオト（わかつき ナオト）
本作の主人公。松田と同学年の少年。山羊座生まれで、「山羊座の友人」とは松田から見た若槻のことを指す。
身体は華奢でおとなしい性格。金城に目を付けられ、彼から執拗ないじめを受けるようになってしまう。
本庄 ノゾミ（ほんじょう ノゾミ）
本作のヒロイン。松田と同じクラスの友人。
成績優秀で真面目な性格。眼鏡をかけている。松田の不思議なベランダに興味を持っている。

### その他の人物
金城 アキラ（かねしろ アキラ）
松田と同学年の男子生徒で、凶悪な不良。若槻をいじめ（リンチ）の標的にしていた。
高木 ヨウスケ（たかぎ ヨウスケ）
金城とつるんでいる不良の男子生徒。
佐々木 カズキ（ささき カズキ）
松田と同学年でサッカー部の男子生徒。
松田 梢（まつだ こずえ）
ユウヤの姉。 警官と結婚して家を出るまで、不思議なベランダのある部屋は梢が使っていた。

## 用語
ヤガモ橋
松田の暮らす市に架かる橋。正式名称は「琴ノ葉橋」。

## 刊行情報
- 乙一『メアリー・スーを殺して』（朝日新聞出版、2016年2月5日）ISBN 978-4-02-251310-6

## 漫画版
『少年ジャンプ+』（集英社）2014年10月18日 - 2015年4月25日にミヨカワ将によるコミカライズが毎月更新で連載された。全7話。2015年6月にジャンプ・コミックス（集英社）から単行本が刊行された。売上は好調で重版もされた。
連載終了後の2015年6月5日から26日まで、コンテンツ配信プラットフォーム「cakes」（ピースオブケイク）で再配信された。その際、各話に『少年ジャンプ＋』では無かったサブタイトルが付けられた。

### 書誌情報
- 原作：乙一、作画：ミヨカワ将『山羊座の友人』（集英社〈ジャンプ・コミックス〉2015年6月4日発売[集 1]）ISBN 978-4-08-880399-9